# Picophagaceae
Famille
Les Picophagaceae sont une famille d'algues de l'embranchement des Ochrophyta  de la classe des Picophagophyceae et de l’ordre des Picophagales.
Le genre Picophagus a été découvert dans l'océan Pacifique équatorial.

## Étymologie
Le nom vient du genre type Picophagus, composé du suffixe pico-, en référence à l'appartenance de cet organisme au picoplancton, et du suffixe φαγία / fagia, nourriture, pour qualifier cet organisme « hétérotrophe océanique libre de taille picoplanctonique (< 2 μm) ».

## Liste des genres
Selon AlgaeBase (6 mars 2022) :
- Picophagus Guillou & Chrétiennot-Dinet, 1999

## Taxonomie
Les analyses génétiques placent Picophagus à la base des lignées Chrysophyceae et Synurophyceae.